# Половецький тупик
Полове́цький тупи́к — зникла вулиця, що існувала в Шевченківському районі міста Києва, місцевість Татарка. Пролягав від Половецької вулиці. 

## Історія
Виник у середині XX століття під назвою Нова вулиця. Назву Половецький тупик набув 1955 року. 
Ліквідований наприкінці 1970-х — на початку 1980-х років у зв'язку зі знесенням старої забудови на Татарці.